# Nikolaj Rajevskij
Nikolaj Nikolajevitj Rajevskij, född 14 september (enligt g.s.) 1771, död 16 september (enl. g.s.) 1829, var en rysk kavallerigeneral som främst utmärkte sig i rysk-turkiska kriget och Napoleonkrigen 1806-12 men även deltog i finska kriget 1808-09. Han var far till Maria Volkonskaja.
Nikolaj Rajevskij började sin militära bana mycket tidigt och blev befordrad till överste redan vid 20 års ålder. I rysk-turkiska kriget 1806-12 utmärkte han sig särskilt i slaget vid Silistra. Han deltog även i Napoleonkrigen. Rajevskij förföljde under det finska kriget Mauritz Klingspors retirerande styrkor genom Finland 1808. Efter nederlaget i slaget vid Lappo i juni 1808 övertog greve Nikolaj Kamenskij ledningen.
Vid slaget vid Saltankova den 23 juli 1812 deltog även hans två söner som då var endast elva respektive 16 år gamla.